# Erland Herkenrath
Erland Herkenrath (Zürich, 24 september 1912 – Weggis, 17 juli 2003) was een Zwitsers handballer.
Op de Olympische Spelen van 1936 in Berlijn won hij de bronzen medaille met Zwitserland. Herkenrath speelde vijf wedstrijden.
Max Blösch · Rolf Fäs · Burkhard Gantenbein · Willy Gysi · Erland Herkenrath · Ernst Hufschmid · Willy Hufschmid · Werner Meyer · Georg Mischon · Willy Schäfer · Werner Scheurmann · Edy Schmid · Erich Schmitt · Eugen Seiterle · Max Streib · Robert Studer · Rudolf Wirz